# Trest (výchovný prostředek)
Trest jako výchovný prostředek je společně s odměňováním tím nejstarším a nejčastěji používaným. Je to „takové působení (rodičů, učitelů, vychovatelů, ale také sociální skupiny) spojené s určitým chováním, které
1. vyjadřuje negativní společenské hodnocení tohoto chování nebo jednání;
2. přináší vychovávanému omezení některých jeho potřeb, nelibost, popřípadě frustraci.“[1]

Cílem trestání je modifikace chování směrem od nežádoucího k žádoucímu, a to ve shodě s logikou, že chování, za které je dítě trestáno, se postupně zeslabuje, až jednou úplně vymizí (může samozřejmě zmizet po jediném trestu).
Trestů je užíváno především ve dvou formách: fyzické a psychické (odepření lásky, kladného emočního vztahu, chladné, odměřené chování k dítěti, výčitky atd.). Obě formy přitom mohou být v extrémních případech prostředky týrání dítěte.

## Pozitivní funkce trestu
Zmiňme nejprve jeho pozitivní dopady a funkce trestu:
- Trest pomáhá dítěti pochopit, co je nesprávné. Když je dítě za nesprávné pokáráno, rychleji se učí rozeznávat, co je správné a co nesprávné, než kdyby bylo pouze odměněno za dobré.
- Trest pomáhá poměrně rychle potlačit nežádoucí chování. Trest může v ideálním případě otřást pevně zakotveným nesprávným chováním, a tak donutí dítě, aby vyzkoušelo jiné formy chování.
- Vynechání trestu může sloužit jako forma odměny.

## Rizika trestu
Podstatně pestřejší jsou rizika a možné negativní dopady používání trestů. Zde je největším nebezpečím fakt, že jde často velmi obtížně předvídat účinky trestů. Jak zmiňuje Čáp – stejný trest může u jednoho dítěte vyvolat žádoucí nápravu, u druhého však pouze povrchní poslušnost při skrytém nesouhlasu, u třetího vyvolá deprese a snižuje jeho kladné a tolik potřebné pozitivní hodnocení a u čtvrtého vyvolá jen negativismus a jeho nežádoucí chování jen posílí. Zmiňme zde nejběžnější a nejzávažnější rizika a negativní dopady trestů:
- Trest může navodit příliš silné negativní reakce (strach, úzkost) dítěte, které jen ztěžují osvojení si žádoucího chování či reakce. A také ztěžují jakékoli další učení. Pokud se trest v podobných situacích a s podobnou reakcí opakuje, může být předpokladem rozvoje nežádoucích rysů osobnosti (ustrašenost, plachost, neprůbojnost, celková neurotizace se somatickými příznaky).[2]
- Nevhodný trest může být pro dítě silně ponižující a může velmi negativně ovlivňovat jeho kladný vztah k sobě samému – vést k nízkému sebehodnocení a sebeúctě, pocitům méněcennosti atd.

Tyto pocity mohou způsobit:
- - pokles nebo ztrátu iniciativy, vyhýbání se činnostem, aby nedošlo k chybě
  - úniky – do světa věcí, do fantazie, ale i k hrám, drogám
  - tendence lhát, svalovat vinu na druhé, zatajovat/upravovat fakta ve svůj prospěch
  - snahu zviditelnit se, strhnout na sebe zájem (s cílem přesvědčit se o své hodnotě)
  - tendence dělat problémy, naschvály (motivem bývá nevědomá touha po odplatě za tresty)[4]
- Trest může vést (zejména když je příliš častý a silný) k vyhýbání se trestající osobě. Tím se narušuje dobrý vztah mezi učitelem (rodičem) a vychovávaným dítětem, vztah, který by měl být nejdůležitějším základem účinné výchovy.

Duševní nebo tělesné příkoří totiž může vést přes pocity zklamání a nepochopení až ke ztrátě důvěry. Nedůvěru utvrzuje také nevypočitatelnost chování trestajícího – jednou trest přijde, podruhé ne, tresty se liší podle jeho nálady.
- Trest může být v různém věku vnímán jinak – někdy jako nespravedlnost, kterou si dítě jako silný negativní zážitek uchovává celý život. To platí především v případech, kdy je dítě trestáno za chování, které nemůže změnit – např. trest za horší známky u dítěte s lehkou mozkovou dysfunkcí. (Langmeier 1998).

Negativní dopady trestání mohou přetrvávat až do dospělosti také jako:
- - mocenské chování, přijetí mocenského modelu světa a vztahů a jeho přenášení do výchovy vlastních dětí, partnerských a pracovních vztahů
  - přijetí role nepřítele nebo oběti
  - návyk neustále bojovat, být v opozici, nebo naopak návyk nechat sebou manipulovat (obojí je znakem závislosti na autoritě)
  - malá schopnost řídit se vlastním svědomím, vyhýbání se zodpovědnosti
  - přijímání trestů jako „odpustků", aniž by došlo ke změně chování
  - lhání, podvádění.[6]
- Trest může mít „značkovací efekt“ – dítě často trestané (a tím označované jako dítě zlé) se s postupem času může zlým dítětem opravdu stát.
- Přílišné trestání se může stát vzorem pro agresivní chování dítěte v budoucnu.

## Doporučení při trestání
Jak trestat tak, aby trest splnil svou nápravnou funkci bez negativních důsledků? Především je nutné, aby dítě vědělo, za jaký konkrétní čin je trestáno. Čáp např. zmiňuje příklad trojího potrestání za jedinou věc, kdy dítě nejdříve za nějaký přestupek proti školnímu řádu potrestá učitelka (už třeba jen tím, že tento přestupek oznámí rodičům), následně jej potrestá matka a o víkendu jej potrestá ještě otec, pracující mimo bydliště a přijíždějící pouze na víkendy. Nehledě na to, že je dítě trestáno přehnaně, tak si zřejmě zpožděný otcův trest vyloží spíše jako nevraživost ke své osobě, než jako spravedlivý trest za starý školní přestupek. S tím souvisí také školní „trest“ v podobě vysvědčení, které je podle Fontany dosti problematickým prostředkem (což si však mnoho učitelů neuvědomuje). Není totiž dostatečně konkrétní, takže dítě je často za špatné známky rodiči trestáno, aniž by vědělo, co přesně dělalo špatně. (Trojka z matematiky může být třeba důsledkem toho, že rodiče nepomáhali dítěti v přípravě a v učení a nevěnovali mu dostatečnou pozornost; tak si to však rodiče zřejmě nikdy nevyloží.)
Za druhé je pro účinné a vhodné trestání nutné, aby dítě vnímalo, že nedošlo ke ztrátě sympatie, lásky, důvěry k němu. Přiměřený fyzický trest spojený s celkovým pozitivním postojem k dítěti je něco zcela jiného, než fyzické trestání vycházející z agrese trestajícího a provázené jeho zavrhujícím postojem a lhostejností k dítěti – takže stejný fyzický trest může mít úplně protichůdné dopady. Totéž platí o psychickém trestání, i když zde jde spíše o délku trvání psychického trestu. Rodič si může dovolit na určitou dobu odepřít dítěti lásku, pozornost, může mu něco vyčíst – nic z toho by však nemělo trvat příliš dlouho a měly by to být jen výjimečné situace v celkově pozitivním vztahu rodiče k dítěti. Dítě by totiž mělo vždy vnímat, že trest a s ním spojené odsouzení se týká jeho konkrétního chování, a ne jeho osoby.
Zmiňme také starou výchovnou „trestající“ metodu, kterou J. J. Rousseau nazval zákonem přirozených následků. V této metodě jde o to, že je dítě konfrontováno s bezprostředními následky svých činů a že trest nepřichází od vychovávající osoby, ale přirozeně z prostředí. Na význam toho zákona ve školství poukázala před léty Susan Isaacsová – když si např. „malé děti hrály s hračkami poté, co byly zavolány k obědu, nikdo je od hry neodháněl. Když však potom přišly ke stolu, zjistily, že jídlo vychladlo nebo že už nemohou dostat přidáno“ (dle Fontana 1997, s. 356). Nebo když Rousseauův Emil rozbil okno, musel spát v chladném pokoji. Nebo když mladistvý řidič malého motocyklu povalí chodce, uloží se mu po dobu několika nedělí a svátků pracovat jako sanitář na oddělení, kde se soustřeďují osoby zraněné při dopravních nehodách. Při této metodě je třeba jen dbát na to, aby přirozený trest následoval bezprostředně po nežádoucím chování a aby je dítě také jako přirozený důsledek chápalo. Proto např. když dítě něco rozbije, mělo by být ponecháno bez rozbitého předmětu jen po určitou přiměřeně dlouhou dobu, jinak tento trest začne chápat jako pomstu vychovatele.
Za nahrazení trestů přirozenými důsledky nesprávného jednání se staví také psychologové, kteří jsou autory knihy o výchově Respektovat a být respektován. Tyto důsledky by podle nich měly na děti dopadat v takové míře a podobě, aby to zvýšilo jejich kompetentnost samostatně a účinně zvládat podobné situace v budoucnu nebo jim předcházet.
Rozdíly mezi tresty a přirozenými důsledky:
- Tresty obvykle nijak nesouvisí s proviněním, jsou uměle vytvořené. Přirozené důsledky logicky vyplývají z provinění.
- Za tentýž přestupek dítě bývá potrestáno různě podle nálady a temperamentu trestajícího. Přirozené důsledky jsou stále tytéž.
- Trestem můžeme někoho přimět, aby udělal, co chceme, nebo nedělal, co nechceme. Tento mechanismus je však založen na strachu, nikoli na osvojování morálních hodnot (Co mohu udělat, abych unikl trestu?). Prožitím přirozených důsledků se učíme porozumět zákonitostem, podle kterých funguje lidská společnost. (Co mohu udělat, abych svou chybu napravil?)
- Energie negativních emocí vzbuzená trestem dopadá hlavně na trestajícího, příp. slouží k úvahám, jak se příště trestu vyhnout (při stejném prohřešku nebýt chycen). Energie negativních emocí vzbuzená dopadem přirozených důsledků může být mnohem spíš využita k nápravě, pozitivní změně, prevenci (zachovat se jinak).[9]